# Nangavaram
Nangavaram è una suddivisione dell'India, classificata come town panchayat, di 16.428 abitanti, situata nel distretto di Karur, nello stato federato del Tamil Nadu. In base al numero di abitanti la città rientra nella classe IV (da 10.000 a 19.999 persone).

## Geografia fisica
La città è situata a 10° 51' 51 N e 78° 31' 55 E.

## Società

### Evoluzione demografica
Al censimento del 2001 la popolazione di Nangavaram assommava a 16.428 persone, delle quali 8.103 maschi e 8.325 femmine. I bambini di età inferiore o uguale ai sei anni assommavano a 1.915, dei quali 973 maschi e 942 femmine. Infine, coloro che erano in grado di saper almeno leggere e scrivere erano 9.910, dei quali 5.740 maschi e 4.170 femmine.